# Bambari
Bambari è una subprefettura della Prefettura di Ouaka, nella Repubblica Centrafricana. 